# Hyperolius rhizophilus
Espèce
Statut de conservation UICN

 DD  : Données insuffisantes
Hyperolius rhizophilus est une espèce d'amphibiens de la famille des Hyperoliidae.

## Répartition
Cette espèce est endémique de l'enclave de Cabinda en Angola,.

## Taxinomie
La validité de cette espèce est très contestée.

## Publication originale
- Rochebrune, 1885 : Vertebratorum novorum vel minus cognitorum orae Africae occidentalis incolarum. Diagnoses (1). Bulletin de la Société Philomathique de Paris, sér. 7, vol. 9, p. 86-99 (texte intégral).